# Ocupación alemana de Luxemburgo en la Primera Guerra Mundial

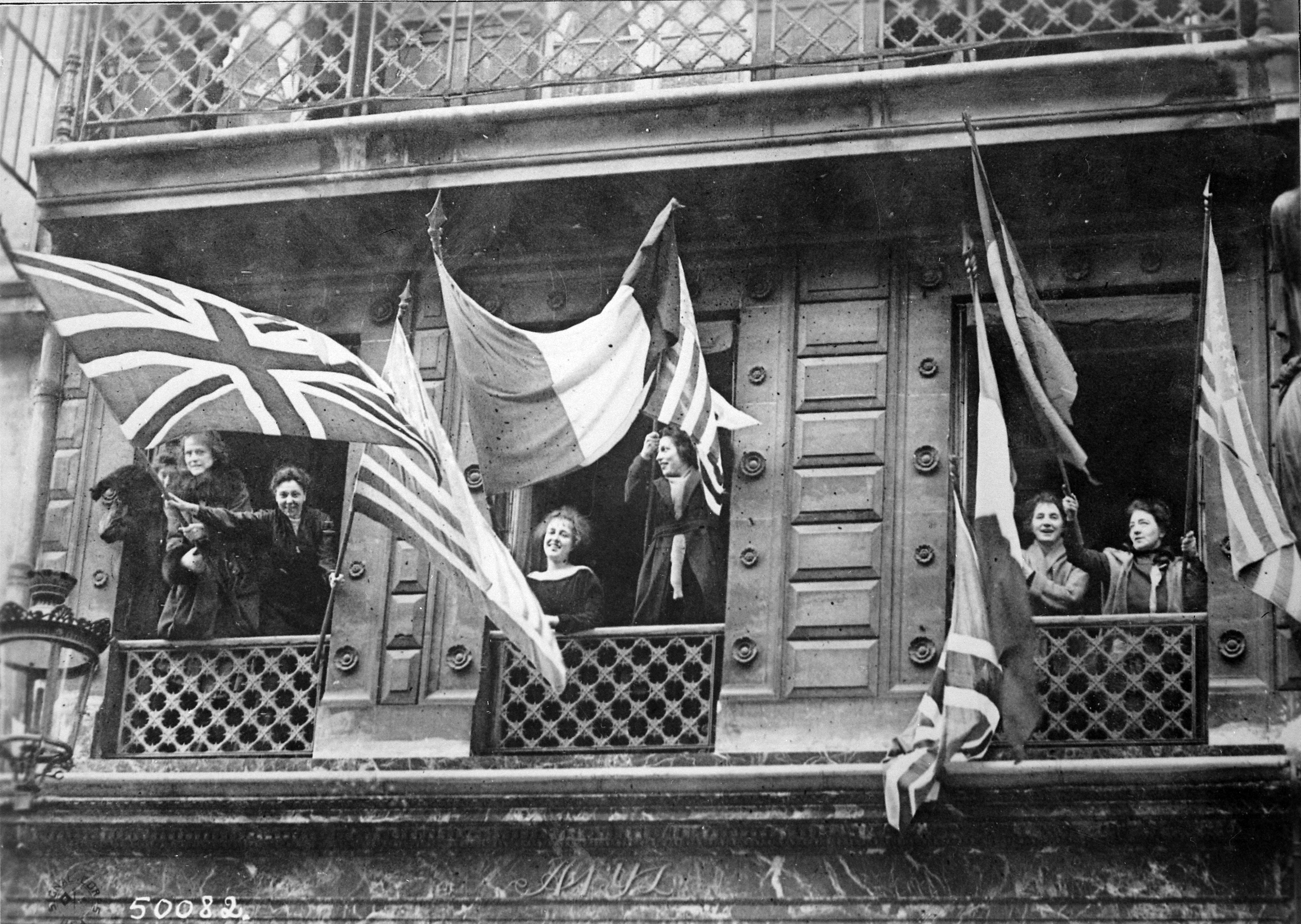
Los luxemburgueses celebran la liberación de su país y dan la bienvenida a los soldados aliados después del armisticio, noviembre de 1918.

La ocupación alemana de Luxemburgo durante la Primera Guerra Mundial fue la primera de las dos ocupaciones militares del Gran Ducado de Luxemburgo por parte de Alemania en el siglo XX. Luxemburgo estuvo ocupado por el Imperio alemán desde el 2 de agosto de 1914 hasta la finalización de la Primera Guerra Mundial en noviembre de 1918. El gobierno alemán justificó la ocupación citando la necesidad de apoyo de sus tropas en Francia, aunque muchos luxemburgueses interpretaron de otra manera las acciones alemanas.
Durante este periodo, Luxemburgo pudo conservar su propio gobierno y sistema político, aunque contaba con el inconveniente de la presencia del ejército alemán. A pesar de la presencia alemana, la población luxemburguesa intentó llevar su vida de la manera más normal posible. Los partidos políticos intentaron centrarse en otros aspectos como la economía, la educación y una reforma constitucional.
El ambiente político local se complicó por la muerte del que había sido primer ministro durante veintisiete años, Paul Eyschen. A su fallecimiento le siguieron una serie de gobiernos de poca duración, que culminaron en una rebelión, y una confusión constitucional tras la retirada de las tropas alemanas.

## Contexto histórico
Luxemburgo había sido un Estado neutral desde el Tratado de Londres de 1867. La Crisis de Luxemburgo permitió a Prusia evitar la compra francesa del Gran Ducado a los Países Bajos. El entonces Canciller de Prusia, Otto von Bismarck, aceptó la neutralidad de Luxemburgo afirmando: «A cambio de la fortaleza de Luxemburgo, hemos sido compensados con la neutralidad del país, y una garantía de que será mantenida a perpetuidad».
El 28 de junio de 1914, Gavrilo Princip, un estudiante serbio, asesinó en Sarajevo al heredero del trono austrohúngaro, el archiduque Francisco Fernando de Austria, causando una crisis entre Serbia y el Imperio austrohúngaro. El Imperio austrohúngaro recibió el apoyo del Imperio alemán, mientras que Serbia lo recibió del Imperio ruso. El 28 de julio, el Imperio austrohúngaro atacó Serbia, que como respuesta solicitó la movilización de Rusia, y por consiguiente la entrada de Alemania en la guerra, debido a los compromisos adquiridos en la Doble Alianza.

Movimientos de tropas en el frente occidental. Siguiendo el Plan Schlieffen, las tropas alemanas penetraron en Bélgica y Luxemburgo para evitar las defensas francesas.

Anticipándose a las posibles acciones por parte del principal aliado ruso en Europa occidental, Francia, Alemania puso en práctica el Plan Schlieffen. Bajo esta estrategia militar formulada en 1905 por Alfred Graf von Schlieffen, en la que Alemania lanzaría un ataque relámpago sobre Francia a través de los Países Bajos, que estaban poco defendidos. De esta forma, Alemania podría alcanzar París rodeando las principales defensas francesas que estaban situadas en el sur, y forzar a Francia a rendirse, pudiendo centrar su atención en el Frente Oriental.
Los luxemburgueses eran conscientes de las ambiciones alemanas desde los años 1860, y a su vez, el gobierno de Luxemburgo conocía las implicaciones del Plan Schlieffen. En 1911, el primer ministro Paul Eyschen encargó a un ingeniero que evaluara la red de ferrocarriles en el oeste de Alemania, y especialmente las posibilidades de que Alemania ocupara Luxemburgo para hacer frente a las necesidades de su ejército en una campaña militar en Francia. Además, en Luxemburgo vivían muchos alemanes - culturalmente hablando – que incluía tanto a alemanes emigrados a Luxemburgo, como a luxemburgueses de cultura alemana. Por este motivo, el gobierno de Luxemburgo temía que Alemania buscara anexionarlo a su imperio, e intentó evitarlo reafirmando la neutralidad de su país.

## La invasión alemana
Alemania declaró la guerra a Rusia el 1 de agosto de 1914. Tras el estallido de la guerra con su vecino oriental, Alemania puso en práctica el Plan Schlieffen, y los temores del gobierno de Luxemburgo se vieron cumplidos. Al principio, el territorio de Luxemburgo solo supuso un sitio de paso para el Cuarto Ejército alemán, mandado por Alberto de Würtemberg. Una de las líneas de ferrocarril de Renania a Francia pasaba por la población de Troisvierges, en el extremo norte de Luxemburgo. La primera violación alemana de la soberanía y neutralidad de Luxemburgo fue el uso de la estación de Troisvierges, y las protestas de Eyschen no fueron tenidas en cuenta.
Al día siguiente, lo que había sido el paso de tropas se tornó en una invasión de todo el país. Las tropas alemanas empezaron a movilizarse a través del sureste de Luxemburgo, cruzando el río Mosela a la altura de Remich y Wasserbillig, y se dirigieron hacia la capital, Luxemburgo. Decenas de miles de soldados alemanes fueron desplegados en Luxemburgo en tan solo 24 horas (aunque el gobierno del Gran Ducado rehusó hablar de cualquier cifra). La Gran Duquesa María Adelaida ordenó que el pequeño ejército de Luxemburgo, con menos de 400 efectivos, no opusiera resistencia. La tarde del 2 de agosto, la misma María Adelaida y el primer ministro Eyschen, se reunieron con el comandante alemán, Coronel Richard Karl von Tessmar, en el puente Adolfo de la ciudad de Luxemburgo, símbolo de la modernización del país. Aunque protestaron ligeramente, tanto la joven Gran Duquesa como el veterano primer ministro aceptaron el gobierno militar alemán como algo inevitable.
El 2 de agosto, el Canciller alemán Theobald von Bethmann Hollweg justificó la completa ocupación de Luxemburgo indicando que era una acción militarmente necesaria, argumentando que Francia también estaba preparada para invadir Luxemburgo. El ministro francés en Luxemburgo rechazó esta explicación, alegando que Francia no habría violado la neutralidad luxemburguesa si Alemania no lo hubiera hecho antes. Bethmann Hollweg intentó demostrar el arrepentimiento alemán ofreciendo una compensación por las pérdidas producidas por la presencia militar alemana. El 4 de agosto, Hollweg se dirigió al Reichstag de la siguiente forma:
"Nos hemos visto obligados a ignorar las justas protestas de los Gobiernos de Luxemburgo y Bélgica. Deberemos subsanar estas injusticias tan pronto como nuestro objetivo militar sea logrado."
Sin embargo, cuando el Gobierno alemán vislumbró una próxima victoria, su canciller empezó a adoptar un tono distinto. En su programa, Bethmann Hollweg propuso que Luxemburgo pasara a convertirse en un estado federal de Alemania, hecho que fue impuesto por la fuerza a los luxemburgueses cuando aparentemente Alemania estaba a punto de lograr la victoria frente a la Triple Entente. Así, la mayoría de luxemburgueses recibieron con gran alivio las noticias sobre la batalla del Marne, celebrada a mediados de septiembre, en la que las tropas británicas y francesas lograron detener el avance alemán. Los ejércitos beligerantes entraron en una guerra de trincheras, pero para Luxemburgo supuso la ocupación alemana por un periodo indefinido de tiempo.

## Gobierno de Eyschen

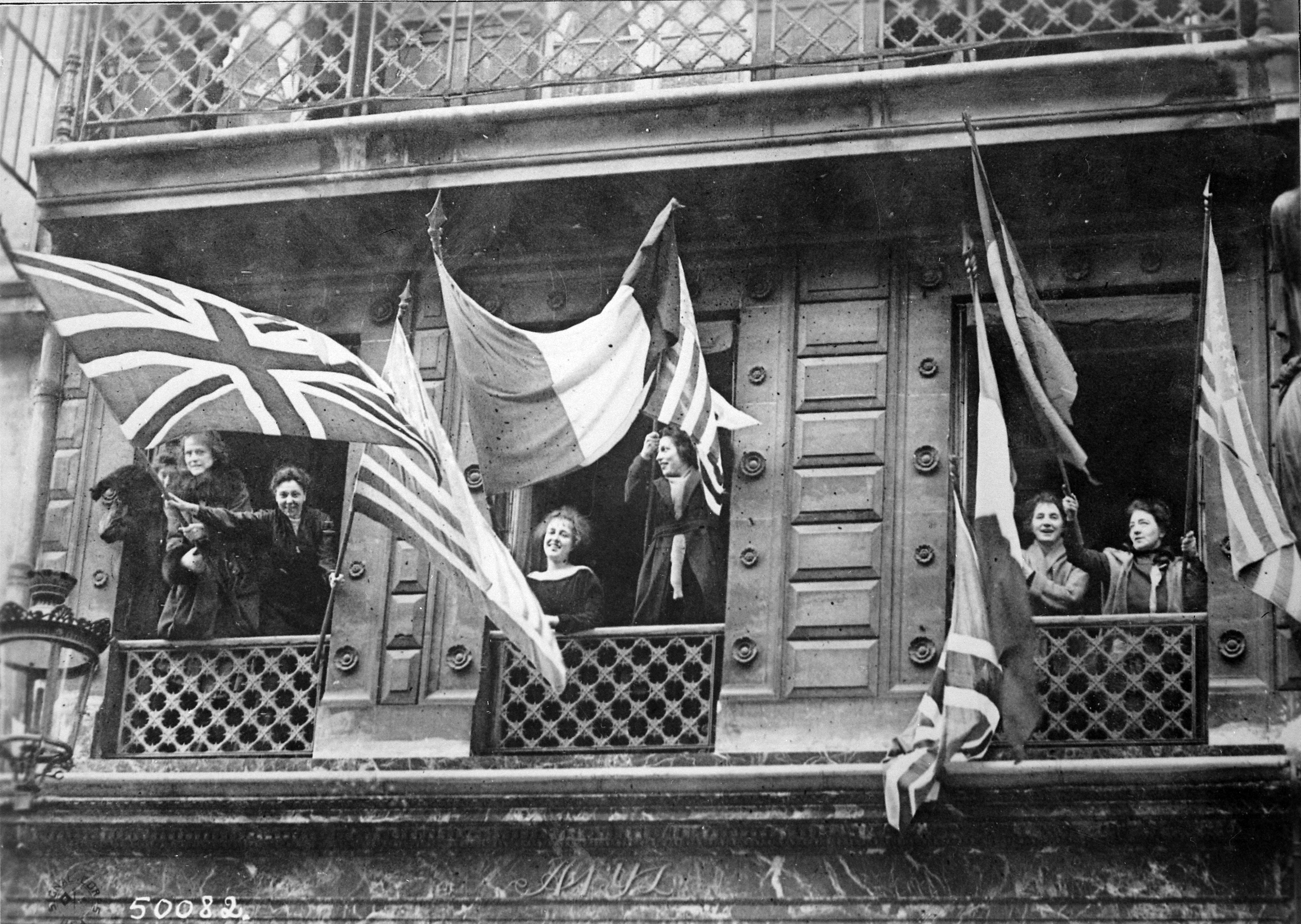
Mujeres luxemburguesas celebrando el final de la Primera Guerra Mundial, que implicaba la liberación de su país, y la llegada de las tropas Aliadas tras el Armisticio con Alemania en noviembre de 1918.

Al estar la guerra en el frente occidental en equilibrio, la suerte de Luxemburgo era totalmente incierta. Fue claro para todo el mundo que la buena forma de actuar del gobierno de Luxemburgo podría garantizar un autogobierno continuado al país, al menos a corto plazo. Eyschen era un líder familiar y sumamente popular, y todas las facciones depositaron completamente su confianza en su habilidad para guiar al país en el terreno de la ocupación. El 4 de agosto de 1914, Eyschen expulsó al embajador francés en Luxemburgo a petición del embajador alemán, a lo que siguió la expulsión del homólogo belga cuatro días más tarde y del italiano cuando este país entró en la contienda. Con el mismo fin, Eyschen se negó a hablar con franqueza de la Unión Aduanera de Alemania (‘’Zollverein’’ en alemán), aunque antes del comienzo de la guerra había hablado abiertamente sobre la Unión aduanera.
El 13 de octubre de 1914, un periodista luxemburgués llamado Kart Dardar fue arrestado por soldados alemanes por publicar historias antialemanas. El periodista fue llevado a Coblenza, donde fue juzgado y sentenciado por un tribunal militar a tres meses de prisión. Eyschen se sintió ultrajado por el hecho de que los alemanes hubieran capturado a un ciudadano luxemburgués, y que lo hubieran juzgado por un delito extraterritorial; en aquella ocasión Eyschen no hizo nada para disimular su indignación. Eyschen comunicó al embajador alemán en Luxemburgo que la acción era una “ofensa directa a la soberanía nacional del Gran Ducado”.
De nuevo hubo quejas molestas, tanto por parte de Eyschen como de Victor Thorn, cuando un trabajador del ferrocarril fue arrestado en 1915 por trabajar presuntamente para el servicio de inteligencia militar francés, y posteriormente juzgado y sentenciado en Trier. Como ministro de justicia, Thorn enfureció debido al trato con desprecio al que había recibido el sistema legal luxemburgués. Las objeciones presentadas no fueron bien recibidas por las autoridades alemanas. Aunque estaban cansados de la rígida forma de actuar de Eyschen, fue una herramienta útil para unir las distintas facciones políticas luxemburguesas.
Eyschen no fue el único que permitió que sus principios obstruyeran los asuntos de gobierno. El verano de 1915, Eyschen intentó reducir la influencia de la iglesia católica en el sistema educativo estatal, a lo que se opuso la Gran Duquesa María Adelaida, ferviente católica, como lo era la mayoría del país, aunque no lo había sido su padre, que fue protestante. La duquesa ganó reputación al haber afirmado “No permitiré que nos roben nuestra más preciada herencia (refiriéndose al catolicismo) mientras yo tenga la llave.” María Adelaida rehusó ceder, invitando a Eyschen a dimitir si no era capaz de aceptar su decisión. Eyschen estuvo a punto de hacerlo, pero finalmente no lo hizo. Sin embargo, no iba a estar mucho más tiempo en el cargo.

## Después de Eyschen
El 11 de octubre de 1915, el sistema político luxemburgués se desmoronó por la muerte de su primer ministro Paul Eyschen. Cuando estalló la guerra, Eyschen tenía 73 años, habiendo ocupado su cargo durante 27 años, por lo que su gobierno era el único que habían conocido muchos luxemburgueses. Durante el primer año de ocupación alemana, había sido un punto de apoyo para el pueblo luxemburgués. Eyschen había tenido también mucha importancia para María Adelaida, quien nunca había sido preparada para su cargo. La Gran Duquesa, 53 años más joven que él, era considerada políticamente ingenua y peligrosamente partidaria de una monarquía constitucional. Las últimas tensiones maquillaron relativamente estos hechos.
Eyschen tenía la confianza de la Cámara de los Diputados, y había logrado mantener un gobierno que contenía a la mayoría de las facciones políticas del país, aparentemente gracias tan solo a su fuerte personalidad. (25) Las tensiones producidas por la ocupación alemana empeoraron la cuestión de la unidad nacional rompiendo la alianza anticlerical existente previa al conflicto entre socialistas y liberales, de modo que privaba tanto a los clericales como a los anticlericales de una mayoría legislativa. (26) Los conservadores católicos eran el grupo mayoritario, pero no contaban con la suficiente mayoría como para formar un gobierno de coalición.